# Kevin Ceccon
Kevin Ceccon (Clusone, 1993. szeptember 24.–) olasz autóversenyző.

## Pályafutása

### A kezdetek: 2003–2008
Ceccon  gokartozással kezdte meg az autóversenyzői pályafutását 2004-ben. 2006-ban a Copa Campeones Kupát az 5. helyen, míg az olasz gokart bajnokságot a 6. helyen zárta. Két évvel később az olasz gokart bajnokság KF3 kategóriájában diadalmaskodott.

### Az első sikerek a Formula–3-as kategóriákban: 2009–2011
2009-ben Ceccon a Formula–3 Open Európa-bajnokságban versenyzett az RP Motorsport csapatával. A szezon során több alkalommal végzett pontszerző helyen. Legjobb helyezése egy negyedik hely volt a monzai fordulón. Az év végére 34 pontot gyűjtött össze, ezzel pedig a 11. helyen zárta az évadot. Ugyan ebben az évben az olasz Formula–3-as bajnokság 3 fordulóján is részt vett. 2010-ben továbbra is az Formula–3 Open Európa-bajnokság mezőnyét erősítette. Az előző évhez képest javult a teljesítménye: többször is felállt a dobogóra és egy győzelmet is sikerült szereznie, ezzel pedig a 4. helyen zárta az évet. A 2011-es év során teljes szezont teljesített az Auto GP bajnokságban, az Ombra Racing csapatával. Összesen 130 pontot sikerült összegyűjtenie, ez pedig elég volt ahhoz, hogy az 1. helyen fejezze be a bajnokságot.

### A GP2 és a GP3 világában: 2011–2015
2010 novemberében részt vett egy négy napos szezon utáni GP2-es teszten a Yas Marina Circuit versenypályán, Abu-Dzabiban. Az első két napot a Scuderia Coloni, míg a a tesztek második részét a DPR csapatával teljesítette. 2011 májusában bejelentették, hogy részt vesz a 2011-es GP2-szezon barcelonai, illetve monacói futamain, ahol Davide Rigon helyetteseként versenyzett. Az olasz ekkor 17 éves volt, ezzel ő lett a GP2 történetének legfiatalabb résztvevője. Később a Valencia-i, illetve a Silverstone-i fordulókon is rajthoz állt. Halvány teljesített ez alatt a pár futam alatt: egy alkalommal sem szerzett pontot, legjobb helyezése egy 11. hely volt.. Ez, valamint annak a ténye, hogy az Auto GP bajnokságban a bajnoki címért küzdött is közrejátszott abban hogy elhagyja a kategóriát a Silverstone-i versenyt követően. 2012-ben a GP3-as mezőny tagja lett az Ocean Racing Technology csapatával. A második fordulón, Monacóban dobogós helyen látta meg a kockás zászlót. A szezon során többször is pontot szerzett. Valenciában és a Hungaroringen a negyedik helyen végzett. A 9. helyezést érte el a szezont végén, 56 ponttal.
2013-ban imsét a GP2 bajnokságban mérettette magát a Trident alakulatával. Legjobb helyezése egy második hely volt, amelyet a monacói utcai pályán szerzett meg. Az évet nem sikerült befejeznie, ugyanis a portugál Ricardo Teixeira vette át a helyét a magyarországi fordulótól kezdve. Ceccon 4 alkalommal szerzett pontot, ez a teljesítmény a 17. pozícióra volt elegendő. 2014 közepén tért vissza a versenyzéshez a GP3 kategóriában az osztrák Christopher Höher helyét vette ét a Jenzer Motorsport csapatnál. Az olasz számára a szezon fénypontja a Szocsiban megszerzett ötödik hely volt. A szezont a 15. pozícióban fejezte be. 2015-ben továbbra is ebben a sorozatban versenyzett tovább, ezúttal az Arden International színeiben. Egy halvány kezdés után Silverstone-ban és a Hungaroringen is diadalmaskodott. Emellett még Monzában is felállhatott a dobogóra. A szezon során azonban már csak egy alkalommal szerzett pontot, szintén Monzában. 77 pontot szerzett, így a 7. hely szerepelt a neve mellett az év végi tabellán.

### Váltás a GT-kategóriára; további nehézségek: 2016–2017
Ceccon számára eseménytelenül telt a 2016-os év versenyzés szempontjából: mindössze 1 versenyen vett részt az európai Le Mans-szériában a Murphy Prototypes csapatával az LMP2-es kategóriában. A versenyt a 9. helyen zárta. A 2017-es idényt a Blancpain GT-szériában töltötte az ISR Racing csapatával. Csapattársa a német Frank Stippler volt. Az idény során egy alkalommal sem szerzett pontot, legjobb eredménye egy 10. hely volt Brands Hatchben. A szezont követően ismét több hónapos kihagyás következett a karrierjében.

### A túraautózás élvonalában: 2018–
2018-ban bejelentették, hogy Ceccon fog Gianni Morbidelli helyén versenyezni a Romeo Ferraris csapatánál, a szezon hátralévő részében. A visszatérésről így nyilatkozott:
"Idén tavasszal még nem volt semmilyen szerződésem, és amikor Michela Cerruti felhívott, éppen egy építkezésen dolgoztam a családi vállalkozásban. Úgyhogy inkább nem panaszkodom."
Első komolyabb eredményét a japán fordulón szerezte, amikor is megnyerte az első versenyt és ezt követően a pole-pozícióból indulva a harmadik versenyen dobogós helyezést szerzett. A 15 verseny alatt 102 pontot gyűjtötte össze, így a 14. helyen végzett a bajnokságban. 2019-ben bejelentették, hogy Ceccon továbbra is a Romeo Ferraris (immáron Team Mulsanne) csapat tagja marad. Csapattársa a kínai Ma Csing-hua lett. Az évet pontszerzéssel kezdte, azonban egészen a szlovákiai fordulóig nem végzett magasabb pozícióban. Ott kétszer is a dobogóra állhatott. A következő két versenyhétvégén ismételten halvány teljesítményt nyújtott, a Suzukában rendezett fordulótól kezdve, már kiegyensúlyozottabb eredményeket ért el. A Japánban rendezett mind a három futamon pontot tudott szerezni. Makaóban elérte eddig legjobb kvalifikációs eredményét: az első versenyre a . pozíciót szerezte meg, azonban egy utólagos 3 rajthelyes büntetésnek köszönhetően a 7. helyről kezdhette meg a versenyt. Az első kettő futamot dobogós helyen ért célba. Az év utolsó megmérettetését eredetileg a helyen zárta, azonban a spanyol Mikel Azcona büntetése miatt az olasz versenyző fellépett a második pozícióba. A 2018-as évhez hasonlóan, 2019-ben is a 14. helyen fejezte be a szezont.

## Eredményei

### Karrier összefoglaló
| Év   | Bajnokság                       | Csapat                           | Versenyek | Győzelmek | Pole | Leggyorsabb körök | Dobogók | Pont | Helyezés |
| ---- | ------------------------------- | -------------------------------- | --------- | --------- | ---- | ----------------- | ------- | ---- | -------- |
| 2009 | Formula–3 Open Európa-bajnokság | RP Motorsport                    | 0         | 0         | 0    | 0                 | 0       | 34   | 11.      |
| 2009 | Olasz Formula–3-as bajnokság    | RP Motorsport                    | 6         | 0         | 0    | 0                 | 0       | 11   | 14.      |
| 2010 | Formula–3 Open Európa-bajnokság | RP Motorsport                    | 16        | 1         | 0    | 0                 | 6       | 92   | 4.       |
| 2010 | Olasz Formula–3-as bajnokság    | RP Motorsport                    | 2         | 0         | 0    | 0                 | 0       | 0    | 28.      |
| 2011 | Auto GP                         | Ombra Racing                     | 14        | 1         | 0    | 3                 | 5       | 130  | 1.       |
| 2011 | GP2                             | Scuderia Coloni                  | 8         | 0         | 0    | 0                 | 0       | 0    | 30.      |
| 2012 | GP3                             | Ocean Racing Technology          | 16        | 0         | 0    | 2                 | 1       | 56   | 9.       |
| 2013 | GP2                             | Trident                          | 11        | 0         | 0    | 0                 | 1       | 28   | 17.      |
| 2014 | GP3                             | Jenzer Motorsport                | 8         | 0         | 0    | 0                 | 0       | 20   | 15.      |
| 2015 | GP3                             | Arden International              | 18        | 2         | 0    | 1                 | 3       | 77   | 7.       |
| 2016 | Európai Le Mans-széria          | Murphy Prototypes                | 1         | 0         | 0    | 0                 | 0       | 2    | 33.      |
| 2017 | Blancpain GT Sprint-kupa        | ISR                              | 10        | 0         | 0    | 0                 | 0       | 0    | HN       |
| 2017 | Blancpain GT Endurance-kupa     | ISR                              | 1         | 0         | 0    | 0                 | 0       | 4    | 39.      |
| 2017 | Blancpain GT Endurance-kupa     | Team Zakspeed                    | 1         | 0         | 0    | 0                 | 0       | 4    | 39.      |
| 2018 | WTCR                            | Team Mulsanne                    | 15        | 1         | 1    | 1                 | 2       | 102  | 14.      |
| 2019 | WTCR                            | Team Mulsanne                    | 30        | 0         | 0    | 1                 | 5       | 164  | 14.      |
| 2021 | Olasz TCR-bajnokság             | Aggressive Italia                | 12        | 4         | 0    | 1                 | 6       | 357  | 2.       |
| 2022 | ETCR                            | Hyundai Motorsport N             | 2         | 0         | 0    | 0                 | 0       | 67   | 13.      |
| 2022 | Olasz TCR-bajnokság             | Hyundai N Team Aggressive Italia | 6         | 0         | 0    | 0                 | 4       | 192  | Hn       |
| 2023 | TCR-világsorozat                | Aggressive Team Italia           | 4         | 0         | 0    | 0                 | 0       | 15   | 15.*     |
| 2023 | TCR Európa-kupa                 | Aggressive Team Italia           | 2         | 0         | 0    | 0                 | 2       | 63   | 12.*     |
| 2023 | Olasz TCR-bajnokság             | Team Aggressive Italia           | 0         | 0         | 0    | 0                 | 0       | 0    | —        |

* A szezon jelenleg is zajlik.

### Teljes Auto GP eredménylistája
(Táblázat értelmezése)

(Félkövér: pole-pozícióból indult; dőlt: leggyorsabb kört futott) 

| Év   | Csapat       | 1       | 2       | 3     | 4        | 5       | 6       | 7       | 8       | 9       | 10      | 11      | 12      | 13      | 14      | Helyezés | Pont |
| ---- | ------------ | ------- | ------- | ----- | -------- | ------- | ------- | ------- | ------- | ------- | ------- | ------- | ------- | ------- | ------- | -------- | ---- |
| 2011 | Ombra Racing | MNZ 1 5 | MNZ 2 3 | HUN 1 | HUN 2 10 | BRN 1 3 | BRN 2 7 | DON 1 4 | DON 2 6 | OSC 1 3 | OSC 2 6 | VAL 1 3 | VAL 2 8 | MUG 1 4 | MUG 2 7 | 1.       | 130  |

### Teljes GP2-es eredménysorozata
(Táblázat értelmezése)

(Félkövér: pole-pozícióból indult; dőlt: leggyorsabb kört futott) 

| Év   | Csapat          | 1          | 2          | 3          | 4          | 5          | 6          | 7          | 8          | 9          | 10         | 11         | 12         | 13      | 14      | 15      | 16      | 17      | 18      | 19      | 20      | 21      | 22      | Helyezés | Pont |
| ---- | --------------- | ---------- | ---------- | ---------- | ---------- | ---------- | ---------- | ---------- | ---------- | ---------- | ---------- | ---------- | ---------- | ------- | ------- | ------- | ------- | ------- | ------- | ------- | ------- | ------- | ------- | -------- | ---- |
| 2011 | Scuderia Coloni | TUR FEA    | TUR SPR    | ESP FEA 19 | ESP SPR 15 | MON FEA 11 | MON SPR 12 | VAL FEA 18 | VAL SPR 20 | GBR FEA 19 | GBR SPR Ki | GER FEA    | GER SPR    | HUN FEA | HUN SPR | BEL FEA | BEL SPR | ITA FEA | ITA SPR |         |         |         |         | 30.      | 0    |
| 2013 | Trident         | MAL FEA 17 | MAL SPR 22 | BHR FEA 11 | BHR SPR 10 | ESP FEA 7  | ESP SPR 7  | MON FEA 2  | MON SPR 7  | GBR FEA Ki | GBR SPR 12 | GER FEA Ki | GER SPR Ni | HUN FEA | HUN SPR | BEL FEA | BEL SPR | ITA FEA | ITA SPR | SIN FEA | SIN SPR | UAE FEA | UAE SPR | 17.      | 28   |

### Teljes GP3-as eredménysorozata
(Táblázat értelmezése)

(Félkövér: pole-pozícióból indult; dőlt: leggyorsabb kört futott) 

| Év   | Csapat                  | 1          | 2          | 3          | 4          | 5         | 6         | 7         | 8         | 9          | 10         | 11         | 12         | 13         | 14         | 15         | 16         | 17         | 18         | Helyezés | Pont |
| ---- | ----------------------- | ---------- | ---------- | ---------- | ---------- | --------- | --------- | --------- | --------- | ---------- | ---------- | ---------- | ---------- | ---------- | ---------- | ---------- | ---------- | ---------- | ---------- | -------- | ---- |
| 2012 | Ocean Racing Technology | ESP FEA Ki | ESP SPR 10 | MON FEA 3  | MON SPR 6  | VAL FEA 7 | VAL SPR 4 | GBR FEA 8 | GBR SPR 7 | GER FEA 17 | GER SPR 15 | HUN FEA 4  | HUN SPR 8  | BEL FEA 12 | BEL SPR 20 | ITA FEA 13 | ITA SPR 9  |            |            | 9.       | 56   |
| 2014 | Jenzer Motorsport       | ESP FEA    | ESP SPR    | AUT FEA    | AUT SPR    | GBR FEA   | GBR SPR   | GER FEA   | GER SPR   | HUN FEA    | HUN SPR    | BEL FEA 11 | BEL SPR 11 | ITA FEA 12 | ITA SPR 6  | RUS FEA 5  | RUS SPR Ki | UAE FEA 9  | UAE SPR 6  | 15.      | 20   |
| 2015 | Arden International     | ESP FEA 7  | ESP SPR 6  | AUT FEA Ki | AUT SPR Ni | GBR FEA 7 | GBR SPR 1 | HUN FEA 7 | HUN SPR 1 | BEL FEA Ki | BEL SPR 13 | ITA FEA 3  | ITA SPR 4  | RUS FEA Ki | RUS SPR Ni | BHR FEA 14 | BHR SPR 18 | UAE FEA Ki | UAE SPR 10 | 7.       | 77   |

### Teljes Európai Le Mans-széria eredménylistája
| Év   | Csapat            | Kategória | Kasztni   | Motor                  | 1   | 2   | 3   | 4     | 5   | 6   | Helyezés | Pont |
| ---- | ----------------- | --------- | --------- | ---------------------- | --- | --- | --- | ----- | --- | --- | -------- | ---- |
| 2016 | Murphy Prototypes | LMP2      | Oreca 03R | Nissan VK45DE 4.5 L V8 | SIL | IMO | RBR | LEC 9 | SPA | EST | 33.      | 2    |

### Teljes Blancpain GT Sprint-kupa eredménylistája
| Év   | Csapat | Autó        | Kategória | 1         | 2         | 3         | 4         | 5         | 6         | 7         | 8         | 9         | 10        | Helyezés | Pont |
| ---- | ------ | ----------- | --------- | --------- | --------- | --------- | --------- | --------- | --------- | --------- | --------- | --------- | --------- | -------- | ---- |
| 2017 | ISR    | Audi R8 LMS | Pro       | MIS QR 21 | MIS CR 25 | BRH QR 10 | BRH CR Ki | ZOL QR 28 | ZOL CR 30 | HUN QR 26 | HUN CR 14 | NÜR QR Ki | NÜR CR Ki | HN       | 0    |

### Teljes WTCR-es eredménysorozata
(Táblázat értelmezése)

(Félkövér: pole-pozícióból indult; dőlt: leggyorsabb kört futott) 

| Év   | Csapat         | Autó                            | 1   | 1   | 1   | 2   | 2   | 2   | 3   | 3   | 3   | 4   | 4   | 4   | 5   | 5   | 5   | 6   | 6   | 6   | 7   | 7   | 7   | 8   | 8   | 8   | 9   | 9   | 9   | 10  | 10  | 10  | Helyezés | Pont |
| 2018 | Romeo Ferraris | Alfa Romeo Giulietta TCR        | MAR | MAR | MAR | HUN | HUN | HUN | GER | GER | GER | NED | NED | NED | POR | POR | POR | SVK | SVK | SVK | CHN | CHN | CHN | WUH | WUH | WUH | JPN | JPN | JPN | MAC | MAC | MAC | 14.      | 102  |
| ---- | -------------- | ------------------------------- | --- | --- | --- | --- | --- | --- | --- | --- | --- | --- | --- | --- | --- | --- | --- | --- | --- | --- | --- | --- | --- | --- | --- | --- | --- | --- | --- | --- | --- | --- | -------- | ---- |
| 2018 | Romeo Ferraris | Alfa Romeo Giulietta TCR        |     |     |     |     |     |     |     |     |     |     |     |     |     |     |     | 16  | 11  | 6   | 12  | 12  | 14  | 6   | 11  | 8   | 1   | 6   | 3   | Ki  | 4   | 7   | 14.      | 102  |
| 2019 | Team Mulsanne  | Alfa Romeo Giulietta Veloce TCR | MAR | MAR | MAR | HUN | HUN | HUN | SVK | SVK | SVK | NED | NED | NED | GER | GER | GER | POR | POR | POR | CHN | CHN | CHN | JPN | JPN | JPN | MAC | MAC | MAC | MAL | MAL | MAL | 14.      | 164  |
| 2019 | Team Mulsanne  | Alfa Romeo Giulietta Veloce TCR | 9   | 19  | 16  | 19  | 16  | Ki  | Ki  | 3   | 3   | 18  | 20  | 18  | 19  | 19  | 11  | 18  | Ki  | 13  | 17  | 9   | 9   | 8   | 4   | 6   | 34  | 3   | 9   | 20  | 5   | 2   | 14.      | 164  |

* A szezon jelenleg is zajlik.
† A versenyt nem fejezte be, de helyezését értékelték, mert a versenytáv több, mint 75%-át teljesítette.

### Teljes TCR-világsorozat eredménysorozata
(Táblázat értelmezése)

(Félkövér: pole-pozícióból indult; dőlt: leggyorsabb kört futott) 

|  |  |  |  | 13 | 10 | 12 | 11 |  |  |  |  |  |  |  |  |  |  |  |  |

### Teljes TCR Európa-kupa eredménysorozata
|  |  |  |  |  |  | 35 | 3 |  |  |  |  |  |  |